# Reach Out Worldwide
Reach Out Worldwide es una organización sin fines de lucro registrada en 501(c)(3) fundada en 2010 por Paul Walker, que provee ayuda para las personas y zonas afectadas por desastres naturales y apunta a llevar a los socorristas a las áreas de desastre para aumentar los esfuerzos de socorro. Sus equipos suelen estar formados por técnicos médicos, médicos, enfermeras, paramédicos, bomberos y trabajadores de la construcción. El objetivo del grupo es lanzarse desde el aire a las zonas de desastre en el momento en que la noticia llega a los cables. Tras el fallecimiento de Paul Walker, su hermano Cody Walker es el actual director ejecutivo de la organización.
Paul Walker organizó un equipo de socorro en respuesta al terremoto de Haití de 2010 y, tras su regreso, fundó Reach Out Worldwide para ayudar a cerrar la brecha entre los recursos disponibles y las necesidades de personal en situaciones posteriores a un desastre. El trabajo de Reach Out Worldwide es principalmente el resultado de voluntarios que se enfocan en despliegues rápidos en áreas que son pequeñas o remotas y, a menudo, son la primera asistencia que ve un pueblo o aldea. A nivel nacional, ayudan con los esfuerzos de limpieza que van desde limpiar y destripar casas dañadas por inundaciones, despejar vías de acceso y derribar árboles dañados. A nivel internacional, Reach Out Worldwide envía equipos de profesionales médicos y de EMS para brindar ayuda médica y distribuir suministros.

## Misiones
Reach Out Worldwide ha brindado apoyo en los siguientes desastres:
| Fecha                              | Desastre                                                       | Notas:                                                             |
| ---------------------------------- | -------------------------------------------------------------- | ------------------------------------------------------------------ |
| marzo de 2019                      | Brote de tornado en Alabama del 3 de marzo de 2019             | motosierra / remoción de escombros                                 |
| diciembre de 2018 / enero de 2019  | Incendios forestales de California de 2018                     | distribución de suministros                                        |
| octubre de 2018                    | Huracán Michael                                                | motosierra / remoción de escombros                                 |
| octubre de 2018                    | Terremoto y tsunami de Célebes de 2018                         | filtración médica / de agua                                        |
| septiembre de 2019                 | Huracán florence                                               | rescate / eliminación de escombros / estiércol y tripa             |
| junio de 2018                      | Erupción del Volcán de Fuego de 2018                           | edificio médico / vivienda                                         |
| septiembre / octubre de 2017       | Huracán María                                                  | eliminación de escombros y árboles                                 |
| septiembre de 2017                 | Huracán Irma                                                   | Búsqueda y rescate/remoción de escombros                           |
| septiembre / octubre de 2017       | Huracán harvey                                                 | Distribución de agua y suministro / remoción de escombros/medicina |
| marzo de 2017                      | Inundación de Arkansas-Missouri                                | Lodo y tripa                                                       |
| enero de 2017                      | Brote de tornado en Georgia del 21 al 23 de enero de 2017      | Eliminación de árboles / escombros                                 |
| diciembre de 2016                  | Incendios forestales de las Grandes Montañas Humeantes de 2016 | Eliminación de cenizas / escombros                                 |
| octubre de 2016                    | Huracán Matthew                                                | Médico                                                             |
| marzo de 2016 - septiembre de 2016 | Inundaciones de Luisiana de 2016                               | Lodo y tripa                                                       |
| febrero de 2016                    | Ciclón winston                                                 | Médico                                                             |
| octubre de 2015                    | Complejo de tormentas de América del Norte de 2015             | Lodo y tripa                                                       |
| junio de 2015                      | 2015 Texas-Oklahoma inundación y brote de tornados             | Eliminación de árboles / escombros                                 |
| abril de 2015                      | Terremoto de abril de 2015 en Nepal                            | Médico                                                             |
| marzo de 2015                      | Ciclón pam                                                     | Médico                                                             |
| febrero de 2015                    | Enero de 2015 tormenta de nieve en América del Norte           | Remoción de nieve                                                  |
| abril de 2014                      | Arkansas Tornado del 27 al 30 de abril de 2014                 | Eliminación de árboles / escombros                                 |
| noviembre de 2013                  | Tifón Yolanda                                                  | Médico                                                             |
| noviembre de 2013                  | Tifón Haiyan                                                   | Médico                                                             |
| noviembre de 2013                  | Brote de tornado de Illinois del 17 de noviembre de 2013       | Eliminación de árboles / escombros                                 |
| octubre de 2013                    | Inundaciones en Colorado de 2013                               | Eliminación de árboles / escombros / barro                         |
| mayo de 2013                       | Tornado El Reno 2013                                           | Eliminación de árboles / escombros                                 |
| diciembre de 2011                  | Tormenta tropical Washi                                        | Médico                                                             |
| octubre de 2010                    | Terremoto y tsunami de Mentawai de 2010                        | Médico                                                             |
| marzo de 2010                      | Terremoto de Chile de 2010                                     | Médico                                                             |
| enero 2010                         | Terremoto de Haití de 2010                                     | Médico                                                             |

### Terremoto de abril de 2015 en Nepal
Esta fue la primera misión dirigida por Cody Walker tras la muerte de Paul Walker. El equipo médico móvil para desastres de nueve miembros estaba formado por un médico y varios bomberos-paramédicos locales, incluido uno de la Autoridad de Bomberos del Condado de Orange y tres del Departamento de Bomberos de Pasadena. Reach Out Worldwide trató 400 casos en 96 horas en aldeas rurales sin suministro debido a caminos peligrosos.

#### Game4Paul
Reach Out Worldwide realizó el evento benéfico Game4Paul el 9 de mayo de 2015, recaudando más de $100.000 en recaudación de fondos. Posteriormente, este evento se llevó a cabo en septiembre de 2016 recaudando más de $ 130.000. En 2017, Microsoft lanzó una edición limitada de Xbox One para rifar y todas las ganancias se destinaron a Reach Out Worldwide. En 2018, Microsoft se asoció nuevamente con Reach Out Worldwide para Game4Paul.